# Паденьга
Па́деньга — река в Шенкурском районе Архангельской области России, левый приток реки Ваги (бассейн Северной Двины). Длина — 169 км, площадь водосборного бассейна — 1040 км².

## География
Паденьга начинается на самом западе Шенкурского района Архангельской области, близ границы с Плесецким районом Архангельской области. Сначала течёт на юг, а затем на юго-восток вплоть до посёлка Керзеньга, где поворачивает на восток. В верхнем течении ширина русла невелика — до 20 м, берега высокие, местами обрывистые. В среднем течении (от Керзеньги до Кривоноговской) ширина русла увеличивается до 30—40 м. Берега расходятся, образуется пойма (до 2 км шириной у Кривоноговской). В среднем течении Паденьги находится довольно крупный куст деревень (Верхопаденьга). В нижнем течении (ниже деревни Кривоноговской) берега у реки окончательно становятся пологими, пойма расширяется. В нижнем течении русло сильно извивается, образуя старицы. В нижнем течении ширина русла Паденьги — до 100 м. В двух километрах от устья реку пересекает мост автодороги М8.

## Притоки
(указано расстояние от устья)
- 14 км: река Белая (лв)
- 70 км: река Симсовда (пр)
- 81 км: река Маюшка (пр)
- 97 км: река Ёнгас (лв)
- 103 км: ручей Манеба (лв)
- 114 км: река Большая Керзеньга (пр)
- 128 км: река Пилежма (пр)
- 135 км: река Ёлаш (лв)
- 147 км: ручей Большой Каменник (лв)

## Населённые пункты
На берегах реки расположено множество поселений Шенкурского района. В верхнем и среднем течении реки находятся поселения муниципального образования «Верхопаденьгское»:

| - Поташевская (нежил.) - Керзеньга - Артемьевская - Горбачевская - Ивановское - Часовенская - Вяткинская | - Калиновская - Купуринская - Зенкинская - Лосевская - Степановская - Киселёвская - Бельневская | - Наволок - Леваково - Остахино - Подсосенная - Погорельская - Юрьевская - Архангельская |

В нижнем течении реки находятся поселения муниципального образования «Усть-Паденьгское»:

| - Лодыгинская - Деминская - Подгорная - Жилинская - Алешковская - Кривоноговская | - Недниковская - Михайловская - Голыгинская - Леоновская - Павловская - Федунинская | - Васильевская - Таруфтинская - Овсянниковская - Усть-Паденьга |

## Данные водного реестра
По данным государственного водного реестра России относится к Двинско-Печорскому бассейновому округу, водохозяйственный участок реки — Вага, речной подбассейн реки — Северная Двина ниже места слияния Вычегды и Малой Северной Двины. Речной бассейн реки — Северная Двина.
Код объекта в государственном водном реестре — 03020300212103000031872.

## Топографическая карта
- Лист карты P-38-73,74 Ровдино. Масштаб: 1 : 100 000. Указать дату выпуска/состояния местности.